# Orphinus pedestris
Orphinus pedestris is een keversoort uit de familie spektorren (Dermestidae). De wetenschappelijke naam van de soort werd in 1858 gepubliceerd door Victor Ivanovitsch Motschulsky.